# Elsa Härenstam
Alida Elsa Härenstam, född Malmberg 26 januari 1907 i Gamleby socken, död 3 juni 1999 i Oscars församling i Stockholm, var en svensk lärare.
Elsa Härenstam var dotter till möbelhandlaren Herbert Malmberg och Sigrid Andersson. Efter studentexamen i Linköping 1926 och teologisk filosofisk examen i Göteborg 1927 blev hon teologie kandidat 1933, filosofie kandidat 1938 och gjorde provår 1939–1940. Senare blev hon också filosofie magister. Hon företog en studieresa till Tyskland 1928. Elsa Härenstam tjänstgjorde vid Gamleby och Värnamo folkhögskolor samt Eksjö och Lunds högre allmänna läroverk, var adjunkt vid Tomelilla samrealskola 1941 och därefter adjunkt vid Norrköpings småskoleseminarium.
Hon var från 1939 gift med läraren och historikern Curt Härenstam. Tillsammans fick de två barn: underhållaren Magnus Härenstam och Agneta (född 1944). Hon är begravd på Norra begravningsplatsen i Stockholm.